# Natación en los Juegos Olímpicos de Pekín 2008 – 100 metros estilo mariposa femenino
El evento de 100 metros estilo mariposa femenino de natación en los Juegos Olímpicos de Pekín 2008 tuvo lugar del 9 al 11 de agosto en el Centro Acuático Nacional de Pekín.

## Récords
Antes de esta competición, el récord mundial y olímpico existentes eran los siguientes:
| Récord mundial  | Inge de Bruijn | 56,61 | Sídney, Australia | 17 de septiembre de 2000 |
| Récord olímpico | Inge de Bruijn | 56,61 | Sídney, Australia | 17 de septiembre de 2000 |

## Resultados

### Series
| Pos. | Serie | Calle | Nombre                           | Nacionalidad                  | Tiempo  | Notas |
| ---- | ----- | ----- | -------------------------------- | ----------------------------- | ------- | ----- |
| 1    | 6     | 4     | Jessicah Schipper                | Australia (AUS)               | 57,58   | Q     |
| 2    | 5     | 4     | Christine Magnuson               | Estados Unidos (USA)          | 57,70   | Q     |
| 2    | 6     | 3     | Zhou Yafei                       | República Popular China (CHN) | 57,70   | Q, AS |
| 4    | 4     | 5     | Tao Li                           | Singapur (SIN)                | 57,77   | Q     |
| 5    | 5     | 8     | Gabriella Silva                  | Brasil (BRA)                  | 58,00   | Q     |
| 6    | 5     | 5     | Elaine Breeden                   | Estados Unidos (USA)          | 58,06   | Q     |
| 7    | 4     | 1     | Ilaria Bianchi                   | Italia (ITA)                  | 58,12   | Q     |
| 8    | 5     | 1     | Lize-Mari Retief                 | Sudáfrica (RSA)               | 58,20   | Q, AF |
| 9    | 6     | 5     | Inge Dekker                      | Países Bajos (NED)            | 58,22   | Q     |
| 10   | 7     | 7     | Aurore Mongel                    | Francia (FRA)                 | 58,30   | Q     |
| 11   | 5     | 6     | Natalya Sutyagina                | Rusia (RUS)                   | 58,32   | Q     |
| 12   | 7     | 4     | Lisbeth Trickett                 | Australia (AUS)               | 58,37   | Q     |
| 13   | 6     | 2     | Eszter Dara                      | Hungría (HUN)                 | 58,39   | Q, NR |
| 14   | 7     | 2     | Alena Popchanka                  | Francia (FRA)                 | 58,40   | Q     |
| 15   | 5     | 3     | Jeanette Ottesen                 | Dinamarca (DEN)               | 58,44   | Q     |
| 16   | 7     | 5     | Jemma Lowe                       | Reino Unido (GBR)             | 58,49   | Q     |
| 17   | 4     | 6     | Otylia Jędrzejczak               | Polonia (POL)                 | 58,53   |       |
| 18   | 4     | 2     | Mandy Loots                      | Sudáfrica (RSA)               | 58,61   |       |
| 18   | 5     | 2     | Yuko Nakanishi                   | Japón (JPN)                   | 58,61   |       |
| 20   | 4     | 4     | Sara Isakovič                    | Eslovenia (SLO)               | 58,68   | NR    |
| 21   | 7     | 3     | Francesca Halsall                | Reino Unido (GBR)             | 58,70   |       |
| 22   | 6     | 6     | Irina Bespalova                  | Rusia (RUS)                   | 58,92   |       |
| 23   | 6     | 7     | Yuka Kato                        | Japón (JPN)                   | 58,94   |       |
| 24   | 4     | 3     | Kateryna Zubkova                 | Ucrania (UKR)                 | 58,99   | NR    |
| 25   | 6     | 1     | Martina Moravcová                | Eslovaquia (SVK)              | 59,03   |       |
| 26   | 3     | 4     | Birgit Koschischek               | Austria (AUT)                 | 59,07   | NR    |
| 27   | 7     | 6     | Sarah Sjöström                   | Suecia (SWE)                  | 59,08   |       |
| 28   | 4     | 8     | Audrey Lacroix                   | Canadá (CAN)                  | 59,10   |       |
| 28   | 6     | 8     | Micha Kathrine Østergaard Jensen | Dinamarca (DEN)               | 59,10   |       |
| 30   | 3     | 1     | Hannah Wilson                    | Hong Kong (HKG)               | 59,35   |       |
| 30   | 5     | 7     | Chantal Groot                    | Países Bajos (NED)            | 59,35   |       |
| 32   | 2     | 4     | Triin Aljand                     | Estonia (EST)                 | 59,43   | NR    |
| 32   | 7     | 8     | Xu Yanwei                        | República Popular China (CHN) | 59,43   |       |
| 34   | 4     | 7     | Daynara de Paula                 | Brasil (BRA)                  | 59,45   |       |
| 35   | 3     | 6     | Sara Oliveira                    | Portugal (POR)                | 59,48   |       |
| 36   | 3     | 5     | Anna Gostomelsky                 | Israel (ISR)                  | 59,50   |       |
| 37   | 3     | 2     | Ingvild Snildal                  | Noruega (NOR)                 | 59,86   |       |
| 38   | 3     | 7     | Carolina Colorado                | Colombia (COL)                | 1:00,06 |       |
| 39   | 7     | 1     | Daniela Samulski                 | Alemania (GER)                | 1:00,37 |       |
| 40   | 2     | 5     | Choi Hye-ra                      | Corea del Sur (KOR)           | 1:00,65 |       |
| 41   | 3     | 3     | Eirini Kavarnou                  | Grecia (GRE)                  | 1:00,74 |       |
| 42   | 3     | 8     | Heather Brand                    | Zimbabue (ZIM)                | 1:01,39 |       |
| 43   | 2     | 6     | Yang Chin-kuei                   | China Taipéi (TPE)            | 1:01,60 |       |
| 44   | 2     | 3     | Iris Rosenberger                 | Turquía (TUR)                 | 1:01,67 |       |
| 45   | 2     | 2     | Natalia Hadjiloizou              | Chipre (CYP)                  | 1:01,80 |       |
| 46   | 2     | 7     | Emilia Pikkarainen               | Finlandia (FIN)               | 1:02,31 |       |
| 47   | 1     | 5     | Binta Zahra Diop                 | Senegal (SEN)                 | 1:04,26 |       |
| 48   | 1     | 4     | Antonella Scanavino              | Uruguay (URU)                 | 1:04,28 |       |
| 49   | 1     | 3     | Simona Muccioli                  | San Marino (SMR)              | 1:04,91 |       |

### Semifinales

#### Semifinal 1
| Pos. | Calle | Nombre             | Nacionalidad   | Tiempo | Notas |
| ---- | ----- | ------------------ | -------------- | ------ | ----- |
| 1    | 7     | Lisbeth Trickett   | Australia      | 57,05  | Q     |
| 2    | 4     | Christine Magnuson | Estados Unidos | 57,08  | Q, AM |
| 3    | 5     | Tao Li             | Singapur       | 57,54  | Q, AS |
| 4    | 8     | Jemma Lowe         | Reino Unido    | 57,78  | Q, NR |
| 5    | 2     | Aurore Mongel      | Francia        | 58,46  |       |
| 6    | 1     | Alena Popchanka    | Francia        | 58,55  |       |
| 6    | 3     | Elaine Breeden     | Estados Unidos | 58,55  |       |
| 8    | 6     | Lize-Mari Retief   | Sudáfrica      | 58,63  |       |

#### Semifinal 2
| Pos. | Calle | Nombre            | Nacionalidad | Tiempo | Notas |
| ---- | ----- | ----------------- | ------------ | ------ | ----- |
| 1    | 4     | Jessicah Schipper | Australia    | 57,43  | Q     |
| 2    | 5     | Zhou Yafei        | China        | 57,68  | Q     |
| 3    | 2     | Inge Dekker       | Países Bajos | 58,20  | Q     |
| 4    | 3     | Gabriella Silva   | Brasil       | 58,39  | Q     |
| 5    | 1     | Eszter Dara       | Hungría      | 58,84  |       |
| 6    | 7     | Natalya Sutyagina | Rusia        | 59,07  |       |
| 7    | 8     | Jeanette Ottesen  | Dinamarca    | 59,29  |       |
| –    | 6     | Ilaria Bianchi    | Italia       | DSQ    |       |

### Final
| Pos.              | Calle | Nombre             | Nacionalidad   | Tiempo | Notas |
| ----------------- | ----- | ------------------ | -------------- | ------ | ----- |
| Medalla de oro    | 4     | Lisbeth Trickett   | Australia      | 56,73  | OC    |
| Medalla de plata  | 5     | Christine Magnuson | Estados Unidos | 57,10  |       |
| Medalla de bronce | 3     | Jessicah Schipper  | Australia      | 57,25  |       |
| 4                 | 2     | Zhou Yafei         | China          | 57,84  |       |
| 5                 | 6     | Tao Li             | Singapur       | 57,99  |       |
| 6                 | 7     | Jemma Lowe         | Reino Unido    | 58,06  |       |
| 7                 | 8     | Gabriella Silva    | Brasil         | 58,10  |       |
| 8                 | 1     | Inge Dekker        | Países Bajos   | 58,54  |       |